# Museu Alele
El museu Alele (anglès: Alele Museum) és el museu nacional i l'arxiu nacional de les Illes Marshall, que acull també l'única biblioteca pública del país, anomenada biblioteca Alele (anglès: Alele Library).

## Antecedents
Es va començar a treballar en la idea d'un museu per a les Illes Marshall el 1968, en una reunió del Comitè del Museu de les Illes Marshall celebrada el 8 de febrer. El 25 de març de 1970, es va redactar una carta fundacional per al futur museu, en què es va decidir que el museu compartiria ubicació amb la biblioteca en un edifici aixecat amb aquest propòsit. La construcció va acabar el 1974. El 2020, l'organització disposava de deu treballadors.
El museu i la biblioteca van batejar com a Alale perquè en marshallès el mot alale vol dir «bossa» o «cistell» i designa un recipient específic en què tradicionalment es desaven els objectes de valor de la família.

## Museu
El museu va obrir les portes l'any 1981 i ha estat en funcionament d'aleshores ençà, tret del període entre el 2011 i el 2013. Es troba a la planta baixa de l'edifici i té tres sales dedicades a les exhibicions d'art. Les exposicions se centren en aspectes de la cultura marshallesa, com ara les formes tradicionals de navegació, guerra, eines, artesania i joieria. Per manca d'espai, el museu no pot presentar al públic els elements més grossos de la seva col·lecció tèxtil, en particular les nieded, teles típiques de les dones de l'illa.
De fet, en l'àmbit cultural, el museu també organitza la celebració del Dia de Manit, una diada que fomenta la cultura marshallesa. A banda, destaca d'entre la seva activitat pública el seu programa de ràdio, que s'emet des de la dècada del 1980 i connecta la gent d'altres illes amb el treball del museu.

### Col·leccions i recerca

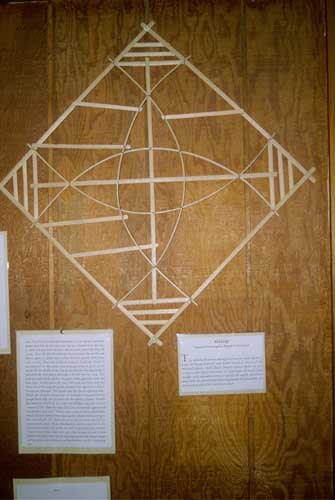
Carta de navegació marshallesa exposada al Museu Alele el 2008.

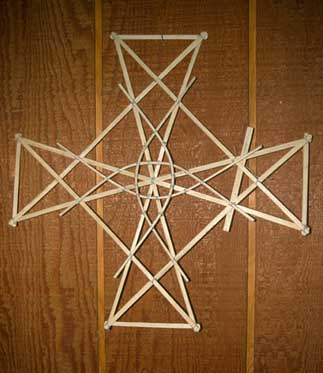
Carta de navegació marshallesa exposada al Museu d'Alele el 2008.

La col·lecció del museu inclou eines tradicionals, objectes relacionats amb l'habitatge, joies, tambors, estris de pesca, tatuatges, teixits, canoes (i maquetes de canoes) i cartes de navegació, incloses les cartes de pals, una eina nàutica originalment marshallesa que s'utilitza per a memoritzar els patrons de les onades. El museu ha tingut un paper actiu en la recollida i la documentació de l'artesania tradicional del territori.
El museu ha col·laborat en la comprensió, l'enregistrament i l'enllistament del patrimoni immaterial de les Illes Marshall, amb cert èmfasi en els treballs sobre la navegació indígena. El museu forma part d'un grup de col·laboració internacional que treballa en la construcció d'un arxiu digital d'història nuclear relativa al país. El 2004, el museu va encapçalar un nou projecte de recerca que se centrava en la medicina tradicional marshallesa.

### Col·leccions estrangeres
En part a conseqüència del colonialisme, moltes institucions d'ultramar tenen col·leccions de la cultura material de les Illes Marshall, com ara el Museu Britànic a Anglaterra, el Te Papa a Nova Zelanda i el Museu Penn, el Museu Burke i el Museu Metropolità d'Art als Estats Units d'Amèrica.

#### Galeria d'objectes en col·leccions estrangeres

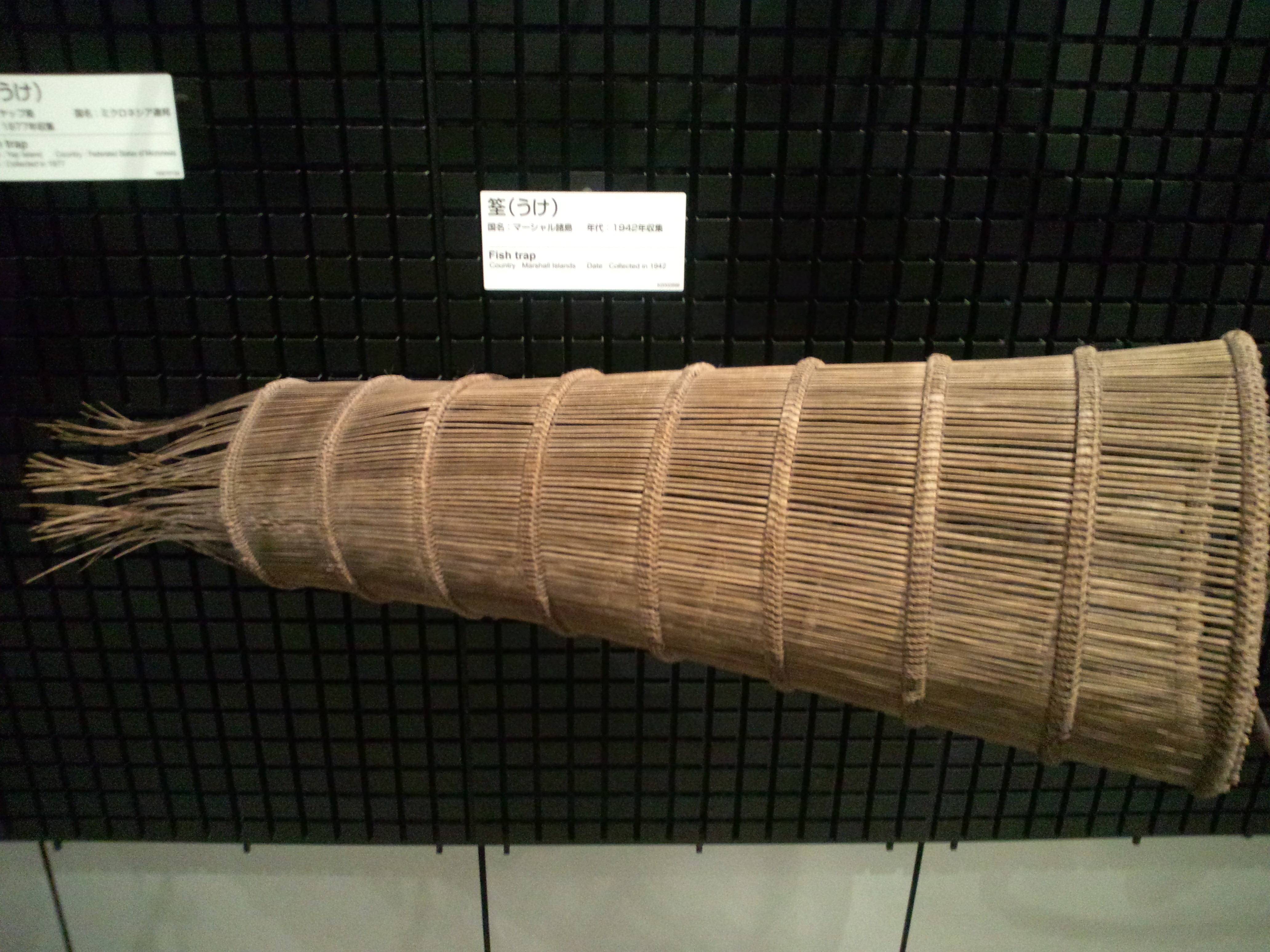
Trampa per a peixos, obtinguda el 1942 i exhibida al Museu Nacional d'Etnologia d'Osaka
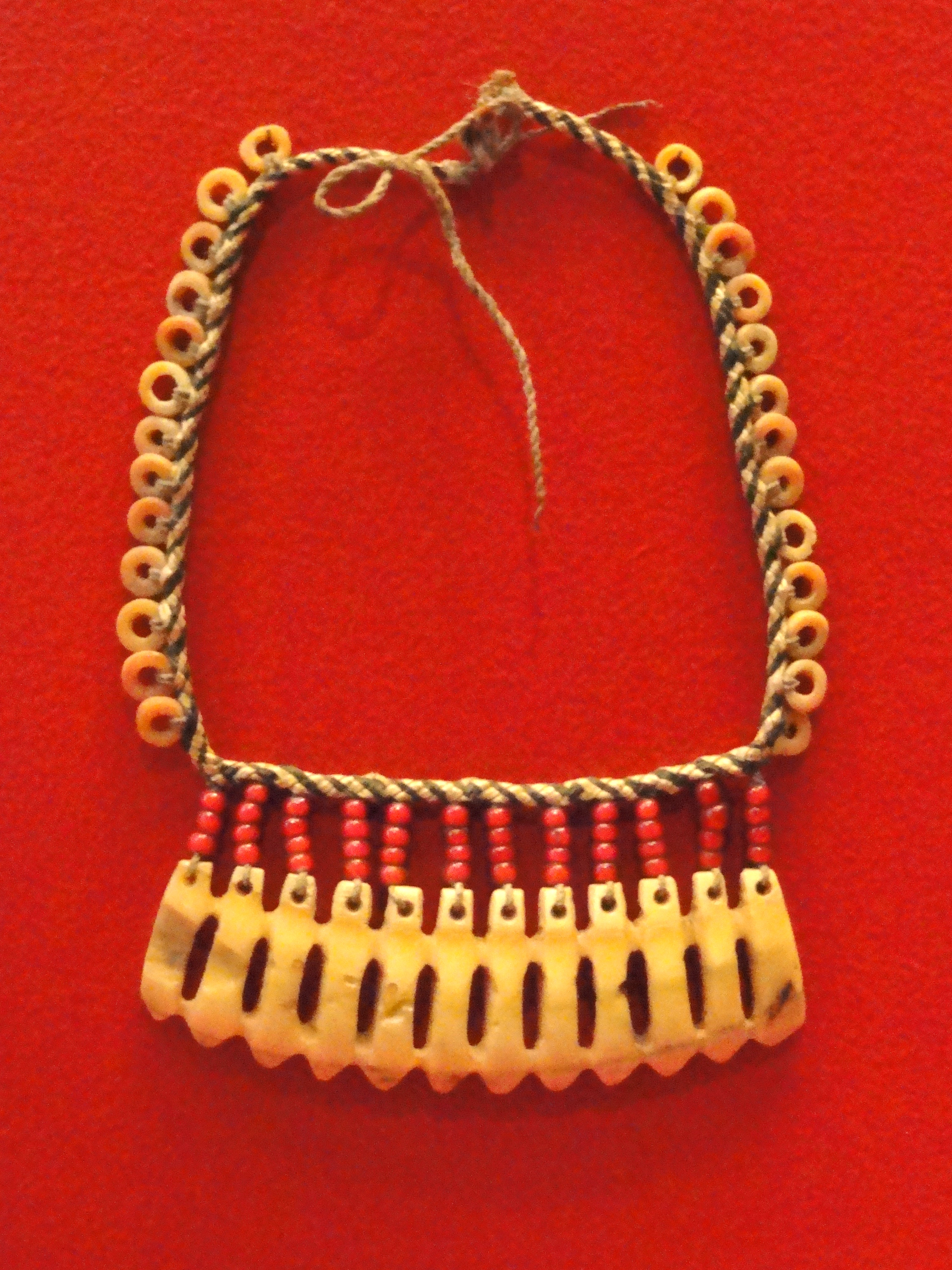
Collaret de dents de catxalot, perles de vidre, discos de spondylus, fibra vegetal, trobat a les Illes Marshall el 1891 i exposat al Museu dels Cinc Continents
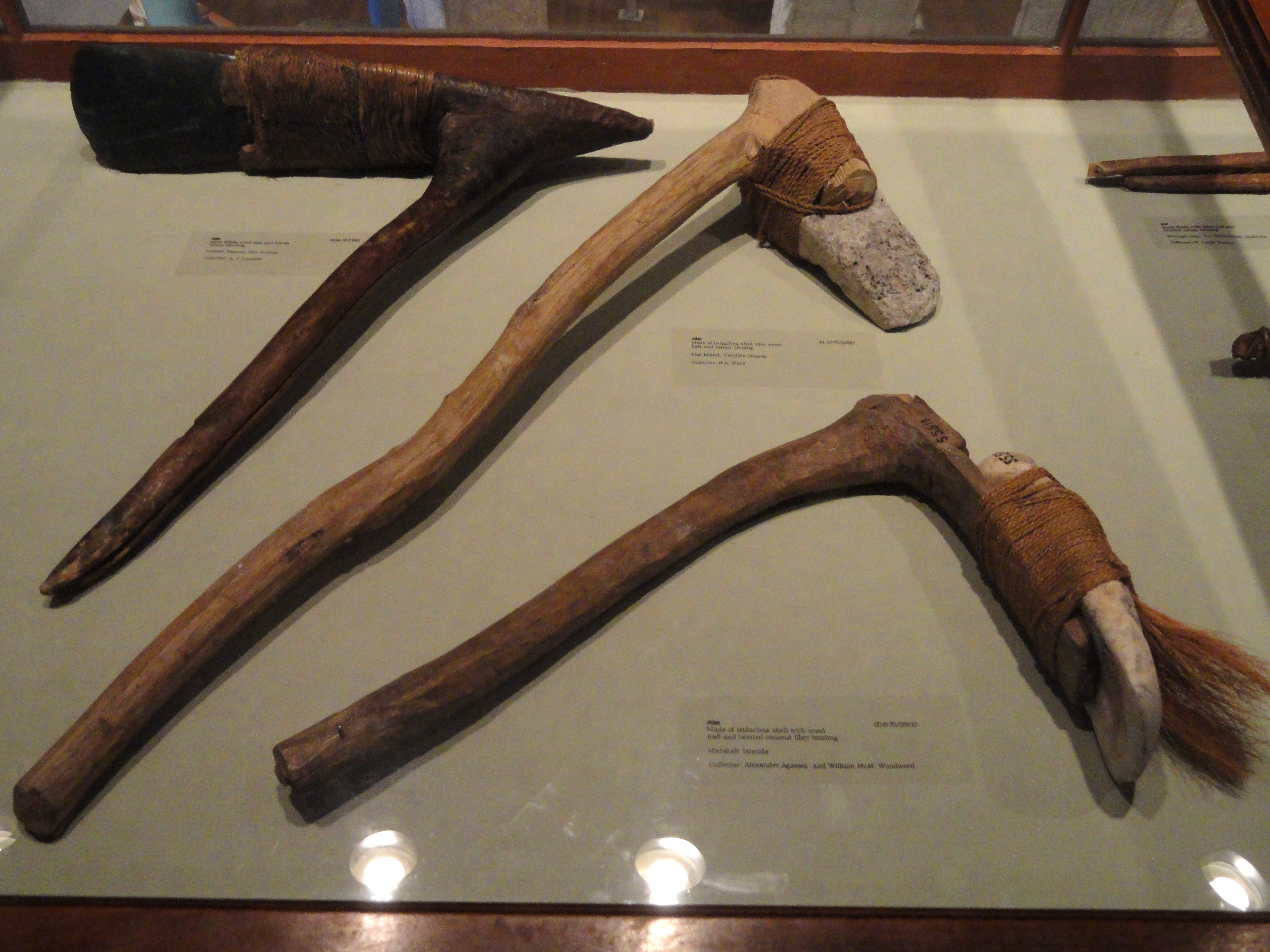
Aixes de les Illes Marshall i Yap, exposades al Museu Peabody de Cambridge (Massachusetts)
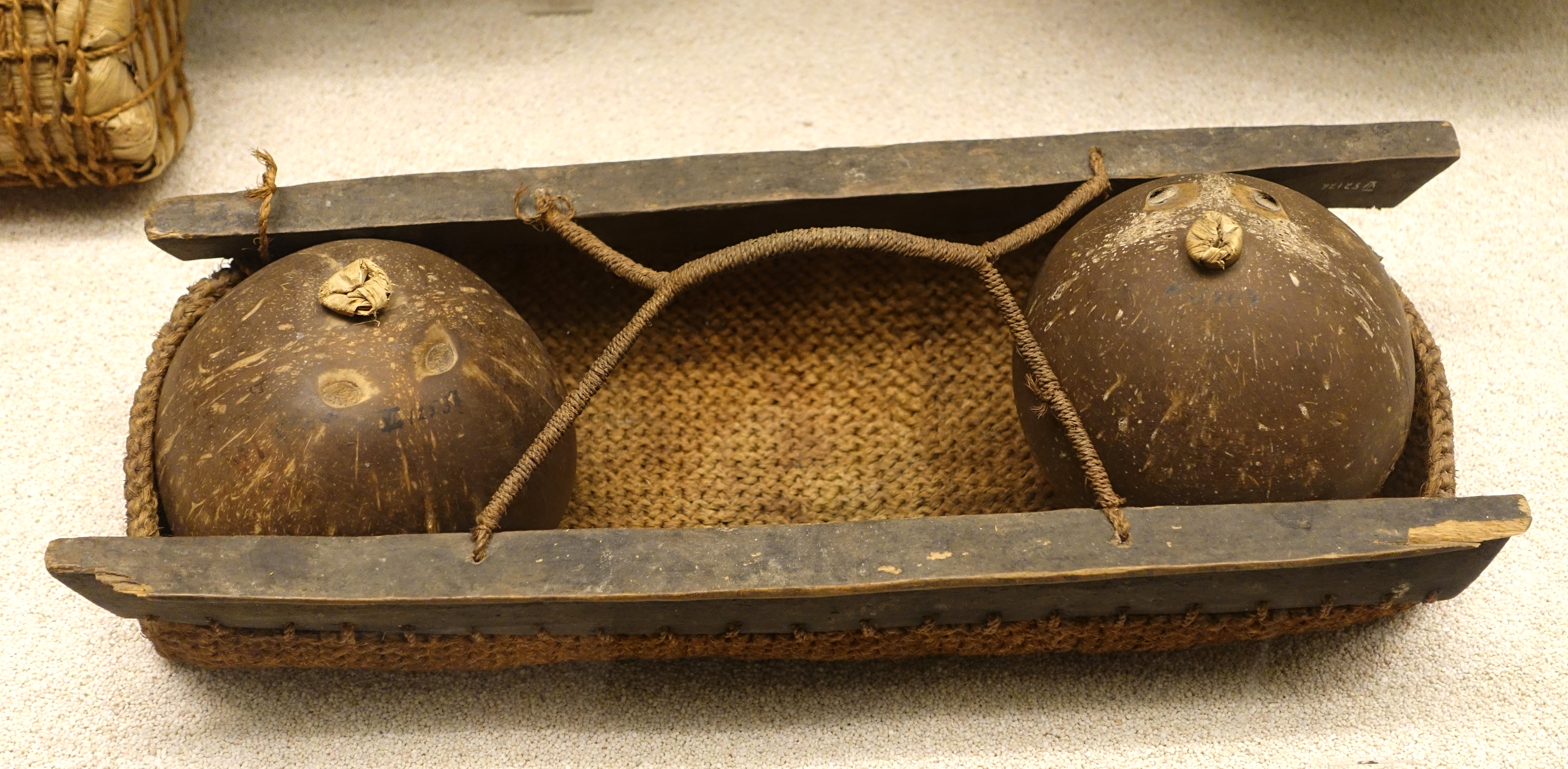
Cistell per a transportar recipients de pell de coco, de les Illes Marshall el 1895, al Museu Etnològic de Berlín
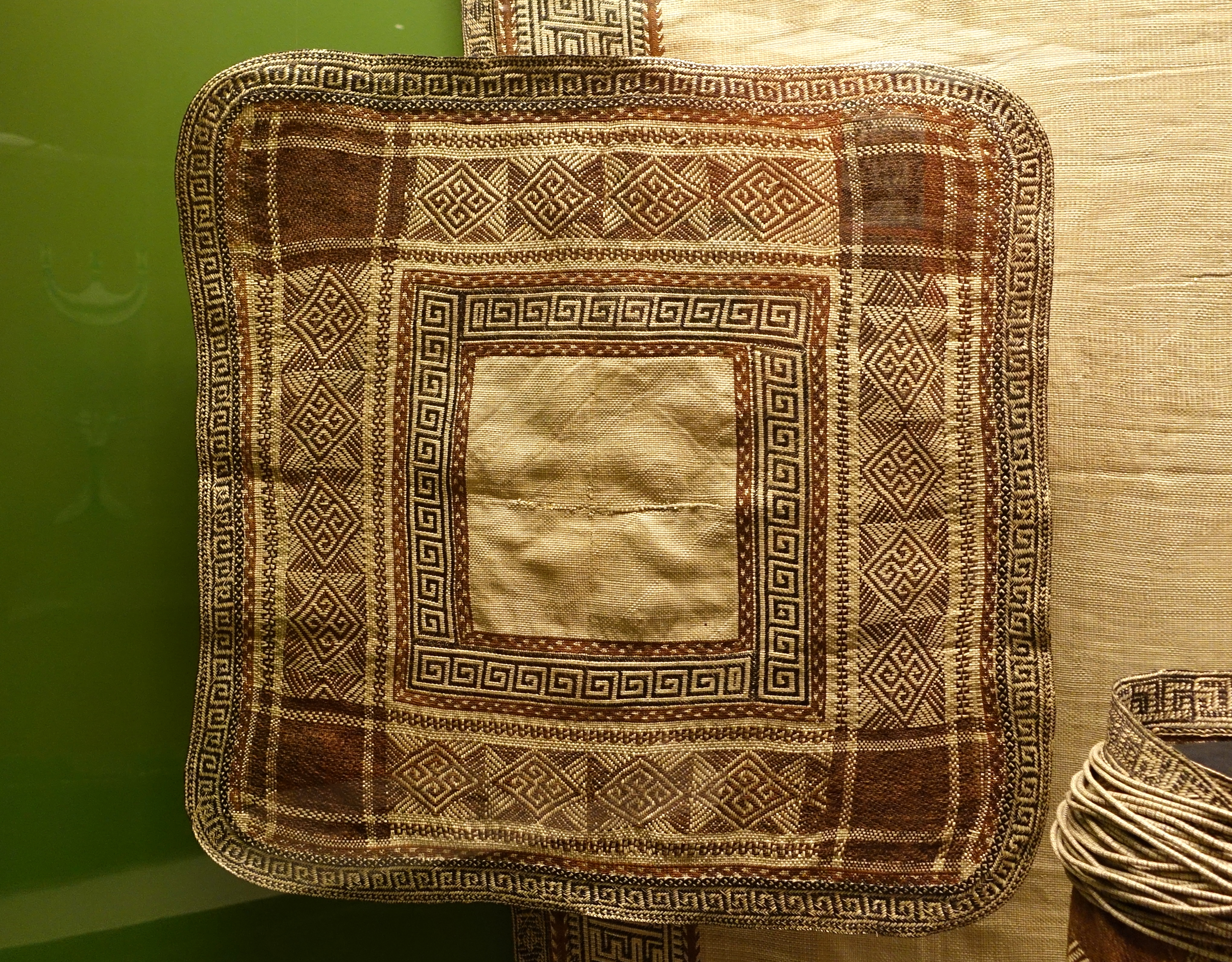
Estora feta de roba, de les Illes Marshall, exposada al Museu Etnològic de Berlín
- Plantes recollides per al Museu Nacional dels Estats Units, el material sobrant del qual va ser enviat al Museu de Honolulu
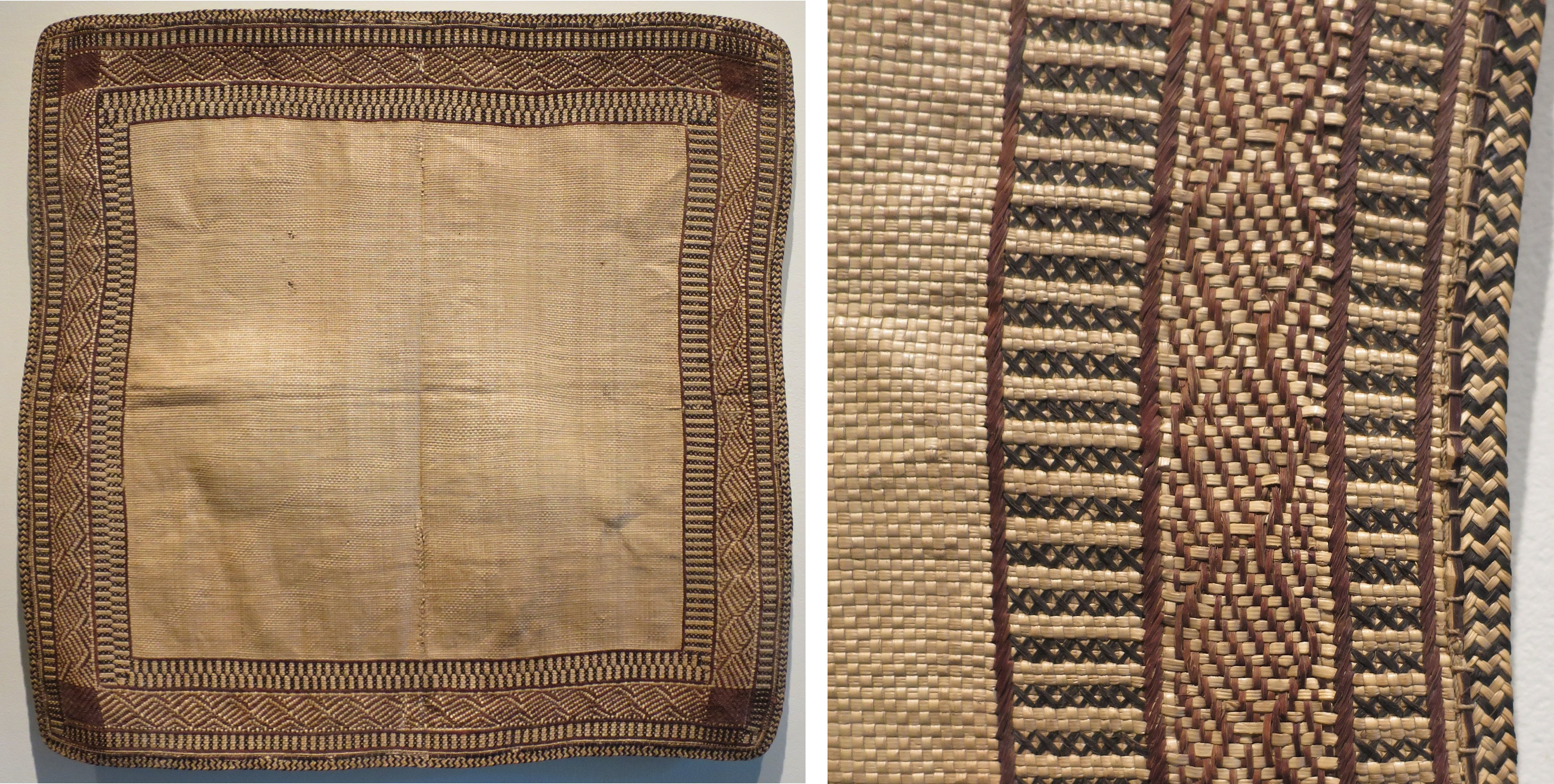
Estora de les Illes Marshall al Museu d'Art de Honolulu
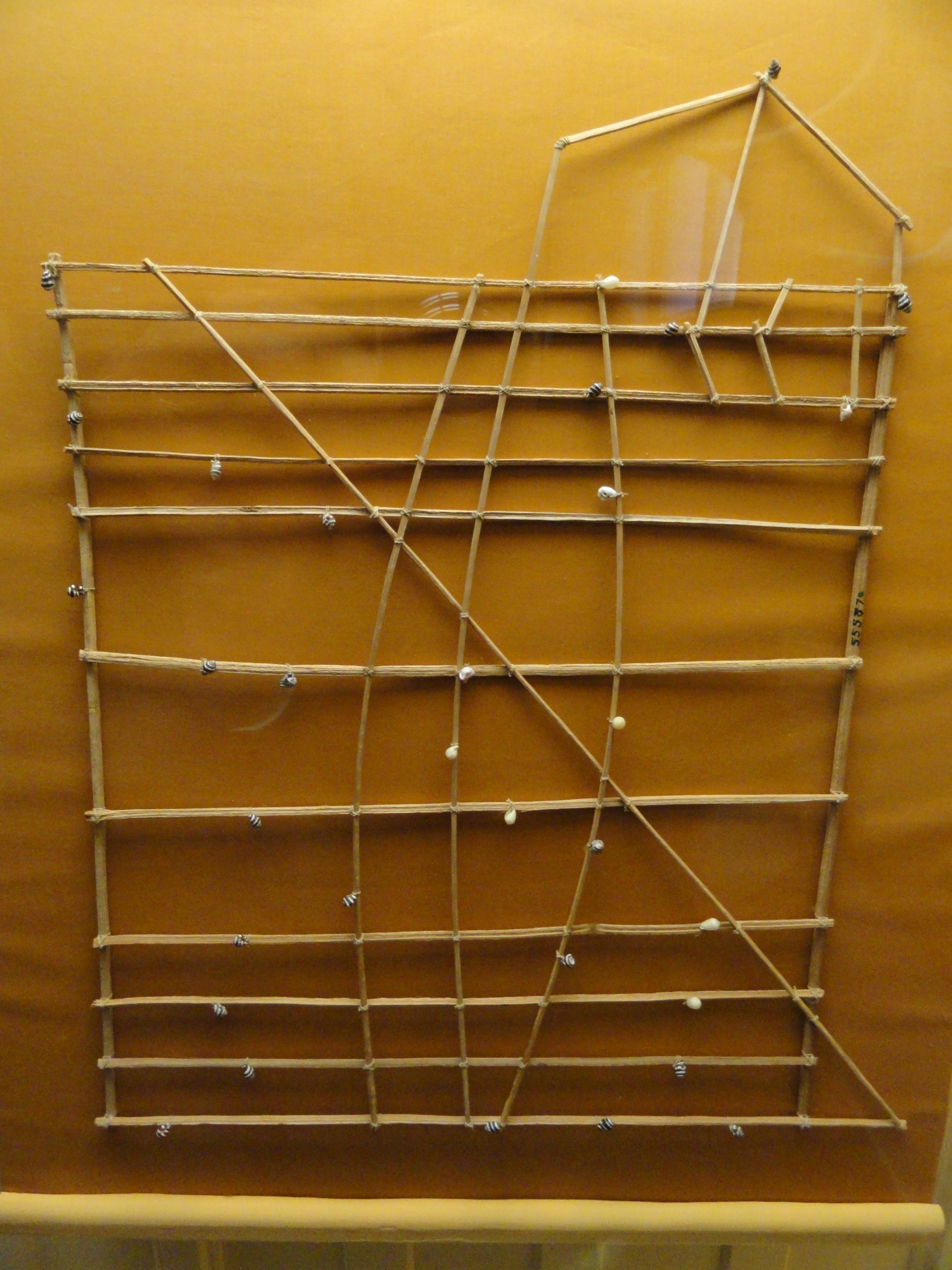
Carta de pals de les Illes Marshall a la Col·lecció del Pacífic del Museu Peabody

## Biblioteca

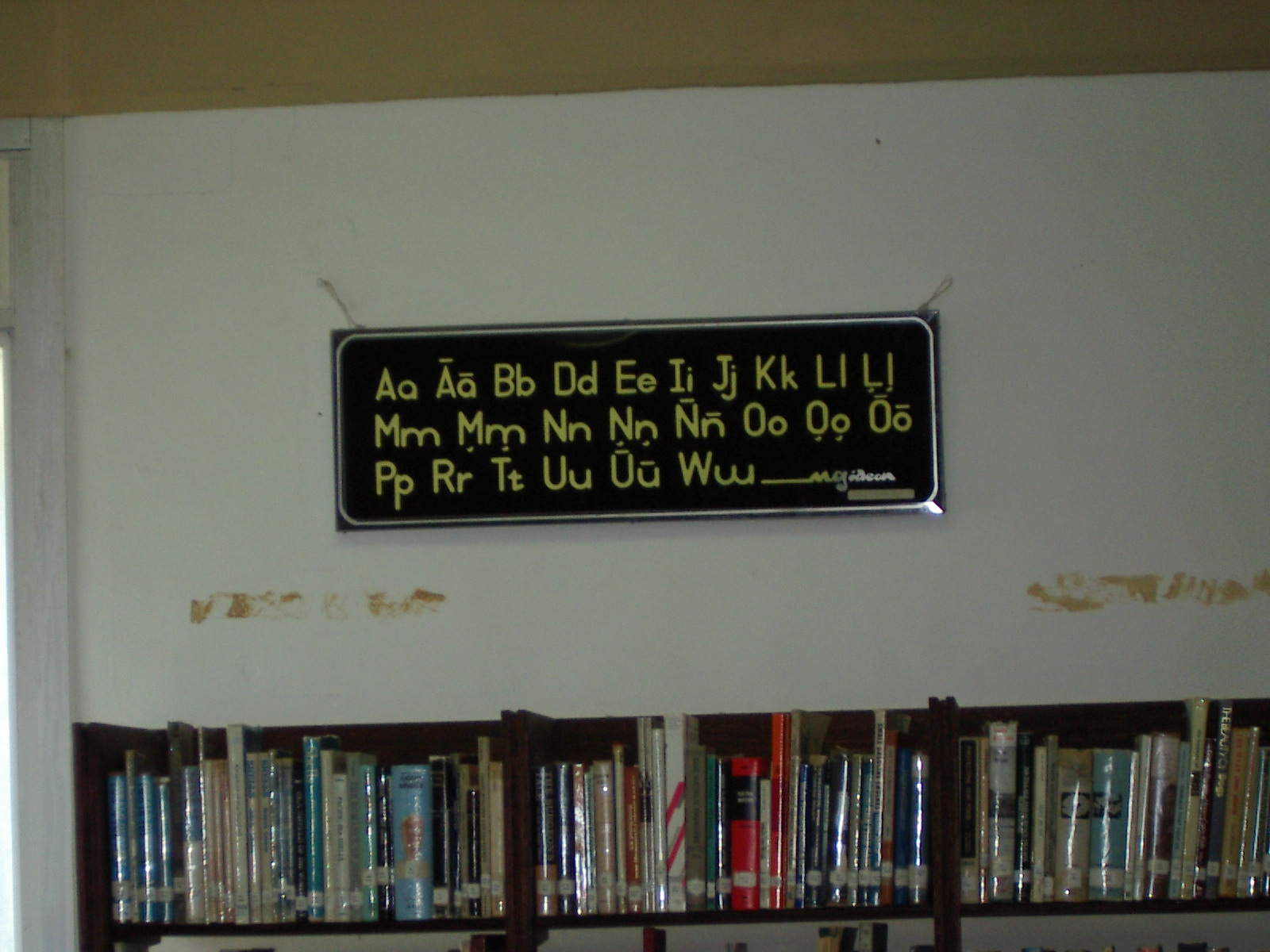
Mostra de l'alfabet marshallès a la biblioteca l'any 2002.

La biblioteca es troba a la segona planta de l'edifici i té una àrea dedicada a la literatura infantil, com també una secció dedicada a la literatura del Pacífic. A més, hi ha una col·lecció exhaustiva de llibres de recerca sobre les Illes Marshall. L'organisme també organitza cursos en favor de l'alfabetització informàtica de la població illenca.

## Arxiu
La dècada de 1980, per mandat governamental, els Arxius Nacionals de les Illes Marshall es van ubicar al Museu Alele. L'arxiu conté una gran col·lecció de microfilms, així com una col·lecció internacionalment significativa de vídeos de la vida a les illes entre els anys 80 i els anys 2000. L'arxiu es va començar a digitalitzar el 2017.
El fons i arxiu fotogràfic de Joachim de Brum també va ser cedit a l'organització. Aquesta col·lecció comprèn els papers i negatius de plaques de vidre pertanyents a la família de Brum, descendents de José de Brum, un dels primers colons portuguesos, i de la seva dona Likemeto, filla de l'antic Irooj de Likiep. Aquest arxiu concret ofereix una visió diferent de la resta de la vida a les Marshall al segle xix.

## Llista de directors
- Gerald R. Knight[1]
- Melvin Majmeto[5]
- Wisse Amram[3]
- Bernice Joash[18][7]